# Alberto Sansimena Chamorro
Alberto Sansimena Chamorro, meglio noto come Tete (Badajoz, 26 maggio 1985), è un ex calciatore spagnolo, di ruolo centrocampista.